# Хромосфера
Хромосферата е вторият от трите слоя на слънчевата атмосфера, имащ дебелина между 3000 и 5000 километра. Хромосферата е розово-червена на цвят и е видима само по време на слънчево затъмнение. Тя е разположена над фотосферата и под преходната област. Слоят на хромосферата точно над фотосферата е хомогенен. Гора от динамични струи се издига от този хомогенен регион, като някои от тях достигат до 10 000 km височина, навлизайки в областта на короната.
Плътността на хромосферата е едва 10−4 пъти тази на фотосферата под нея и 10−8 пъти тази на земната атмосферата при морското равнище. Именно това прави хромосферата невидима, освен при пълно слънчево затъмнение, когато си проличават оттенъците на цвета ѝ между розово и червено. Без специално оборудване, хромосферата не може да се наблюдава, поради изключителната яркост на фотосферата под нея.
Плътността на хромосферата намалява с увеличава на разстоянието от центъра на Слънцето. Понижението е логаритмично, от 1017 частици на cm3 или около 2×10−4 kg/m3 до под 1,6×10−11 kg/m3 при външната границата на слоя. Температурата намалява от 6000 K при вътрешната граница до около 3800 K, преди да нарасне до 35 000 K при външната граница с преходния слой на короната.
Хромосфера имат и други звезди освен Слънцето. В исторически план, изследването на слънчевата хромосфера е съпътствано от трудности, но днес наблюденията продължават с помощта на нови технологии за наблюдение на електромагнитния спектър на звездата. Спектроскопска мярка за хромосферната активност на други звезди е S-индексът.

## Сравнение с фотосферата
Докато фотосферната има спектър с абсорбционни линии, в спектъра на хромосферата преобладават емисионните линии. В частност, една от най-силните ѝ линии е Hα при дължина на вълната 656,3 nm. Излъчването в тази линия се дължи на водороден атом, когато електронът му премине от n=3 към n=2 енергийно ниво. Тази дължина на вълната попада в червената част на спектъра – именно на това се дължи червения свят на хромосферата.
Чрез анализиране на хромосферата е установено, че температурата на този слой се покачва с увеличаване на височината в него. Температурата при границата с фотосферата е около 4400 K, докато на върха на хромосферата достига 25 000 K. Във фотосферата се наблюдава обратното – там температурата спада с увеличаване на височината. Все още не е точно установена причината защо температурата се увеличава с нарастване на разстоянието от центъра на Слънцето, но една от възможните причини е магнитното пресъединяване.

## Характерни черти
Множество интересни явления са забелязани в хромосферата, която е комплексна и динамична:
- Под много от короналните изхвърляния на маса лежат нишки, които съответно са важни за прогнозирането на космическото време. Протуберанси преминават през хромосферата от фотосферата, понякога достигащи височина от 150 000 km.
- Широко разпространени са динамичните струи – продълговати и изпълнени с блестящ газ, те изглеждат като трева, растяща от фотосферата. Те се издигат до върха на хромосферата, след което се връщат обратно за около в течение на около десет минути.
- Изображенията, снети в типичните хромосферни линии, показват наличието на по-светли и на по-тъмни клетки. Те приличат на гранулите, наблюдавани във фотосферата вследствие конвекцията.
- Открити са периодични колебания от 3 mHz до 10 mHz, съответстващи на характерен период от три минути.[9]
- По-хладни струи се наблюдават при границата на слънчевия диск. Те са различни от протуберансите, тъй като температурата им не превишава 0,1 MK (твърде ниска, за да бъдат считани за черти на короната). Те хладни струи имат интензивна променливост – те се появяват и изчезват в определени ултравиолетови линии в рамките на по-малко от час или се разширяват бързо за 10 – 20 минути.